# Szilágyi-patak
Szilágyi-patak är ett vattendrag i Ungern.   Det ligger i provinsen Pest, i den centrala delen av landet, 30 km nordost om huvudstaden Budapest.